# Avia BH-6
Avia BH-6 – czechosłowacki samolot myśliwski z okresu międzywojennego.

## Historia
W 1923 roku w wytwórni lotniczej Avia opracowano kolejny samolot myśliwski, zgodnie z sugestiami władz wojskowych była to konstrukcja w układzie dwupłatu. Zastosowano w nim silnik Škoda HS.8Fb, produkowany na licencji w wytwórni Škoda. 
Prototyp samolotu BH-4 został oblatany w 1923 roku. W czasie prób fabrycznych doszło jednak do katastrofy i samolot został zniszczony. Zaniechano wtedy dalszych prac nad nim. Natomiast na bazie jego konstrukcji opracowano kolejny samolot BH-7A.

## Użycie w lotnictwie
Samolot Avia BH-6 uczestniczył tylko w testach fabrycznych, w czasie których uległ katastrofie i został zniszczony.

## Opis techniczny
Samolot myśliwski Avia BH-6 był dwupłatem o konstrukcji drewnianej. Kadłub mieścił odkrytą kabinę pilota, a przed nią umieszczono silnik. Napęd stanowił silnik widlasty w układzie V, 8-cylindrowy chłodzony cieczą. Podwozie klasyczne, stałe.
Uzbrojenie stanowiły 2 zsynchronizowane karabiny maszynowe Vickers kal. 7,7 mm umieszczone w kadłubie po obu stronach silnika.